# Confraternite nigeriane
Le confraternite nigeriane (cult è il termine con il quale si definiscono) sono organizzazioni criminali sorte in Nigeria a partire dagli anni settanta, configuratesi inizialmente come associazioni segrete di studenti, dedicatesi poi ad attività criminali .

## Storia
Nacquero come gruppi universitari, sebbene alcune di esse si formarono in ambito urbano nel 1990. La prima confraternita, la "Pyrates Confraternity", è stata fondata come organizzazione a favore di studenti promettenti. Tuttavia, con il formarsi di nuove confraternite, questi gruppi sono divenuti sempre più violenti durante gli anni settanta e ottanta. Negli anni novanta in Nigeria, molte confraternite operavano in gran parte come gang criminali soprannominate "campus cults". Oltre alle normali attività criminali, le confraternite sono state associate ad atti di violenza politica, così come pure al conflitto che coinvolge la regione del Delta del Niger.

### Origini
Nel 1952, Wole Soyinka, scrittore e successivamente vincitore del Premio Nobel, e un gruppo di sei amici formano la "Pyrates Confraternity" presso lo University College di Ibadan, che in quel periodo faceva parte della University of London. Seconda quanto affermato dai Pyrates, i "Magnifici Sette", come solevano chiamarsi, avevano osservato che l'università era frequentata in gran parte da studenti facoltosi associati con le potenze coloniali ed un gruppo minore di studenti più poveri facevano fatica ad essere accettati, sia per la maniera in cui si vestivano che per la maniera in cui si comportavano, dagli studenti più ricchi. La vita sociale, nel mentre, era dettata dal tipo di affiliazione tribale. Soyinka farà notare più tardi che i "Pyrates" volevano differenziarsi dall'"establishment spocchioso ed i suoi prodotti pretenziosi formando una nuova istituzione educativa differente da una cultura ipocrita e borghese, differente dai distaccati aristocratici coloniali". L'organizzazione adottò il motto "Against all conventions" (Contro tutte le convenzioni), il teschio e le ossa incrociate come suo simbolo, mentre i membri adottarono nomi da confraternita quali "Cap'n Blood" e "Long John Silver". Quando dei colleghi studenti si opposero a una proposta di costruire una linea ferroviaria attraverso la strada che portava all'università, temendo che una più facile via di comunicazione avrebbe reso l'università meno esclusiva, i Pyrates riuscirono con successo a ridicolizzare l'argomento come elitista. A grandi linee simile alle "fraternities" e "sororities" del Nord America,  la confraternita dei Pyrates divenne popolare tra gli studenti, anche dopo che i membri originali la lasciarono. L'affiliazione era aperta ad ogni studente maschio promettente, senza distinguo di tribù o razza, ma la selezione era severa e la maggior parte delle persone che tentavano di iscriversi venivano respinte. Per quasi 20 anni, i Pyrates rimasero l'unica confraternita presente nei campus nigeriani.

### Scisma
Alla fine degli anni 1960, i campus furono coinvolti dalla guerra civile che imperversava nel paese. I dettagli sono oggetto di dibattito, ma sembra che nel 1972 Bolaji Carew e molti altri furono espulsi dai Pyrates in quanto non aderivano agli standard richiesti. Come reazione a questo ed altri eventi i Pyrates si registrarono sotto il nome "National Association of Seadogs" (NAS) e, secondo almeno una fonte, portarono la confraternita al di fuori dell'università. Carew continuò la sua attività fondando la confraternita dei "Buccaneers" (chiamata anche  "National Associations of Sea Lords"), copiando a grandi linee la struttura dei Seadogs, i suoi simboli e le sue cerimonie. Il maggiore impeto per la creazione di nuove confraternite deriva dal fatto che i membri dei nuovi gruppi non riuscivano semplicemente ad essere all'altezza degli alti standard accademici ed intellettuali stabiliti dai Seadogs, considerando di conseguenza l'organizzazione originale come elitista.  Tuttavia, Soyinka avrebbe successivamente puntato il dito, come persone responsabili di questo scisma, verso gli individui che si erano abituati all'esercizio del potere all'interno della rigida struttura gerarchica della confraternita, e che rifiutavano di cedere tali posizioni. Mentre nuovi gruppi andavano formandosi, le tensioni tra questi portavano a degli scontri, sebbene questi fossero all'inizio limitati a delle scazzottate.
Negli anni 1980 le confraternite si diffusero in tutte le 300 istituzioni di istruzione superiore del paese. Il "Neo-Black Movement of Africa" (chiamato anche Black Axe) emerse dall'Università di Benin nello Stato di Edo, mentre la "Supreme Eiye Confraternity" (conosciuta anche come National Association of Air Lords) si separò dai Black Axe. Nel 1983 gli studenti della Università di Calabar nello Stato di Cross River fondarono l'"Eternal Fraternal Order of the Legion Consortium" (Klansmen Konfraternity), mentre l'anno seguente un ex membro della confraternita dei Buccaneers fondò la "Supreme Vikings Confraternity" (conosciuta come "Adventurers" o, in alternativa, "De Norsemen Club of Nigeria"). Questo periodo vide un cambiamento drammatico nel ruolo delle confraternite. Il colpo di stato di Ibrahim Babangida nel 1983 causò grandi tensioni politiche. I leader militari, a partire dagli anni 1980, iniziarono a vedere le confraternite come una forza che si opponeva ai sindacati studenteschi e al personale dell'università, quest'ultime uniche realtà organizzate antagoniste al regime militare. Alle confraternite venne di conseguenza dato denaro ed armi che venivano spesso utilizzate in scontri mortali tra di loro. La sociologa Emeka Akudi ha notato che alcuni vicerettori delle università hanno protetto le confraternite che erano ritenute violente e le hanno utilizzate per aggredire gli studenti ritenuti difficili. Durante questo periodo, all'inizio di ogni attività, le confraternite introdussero nuovi rituali nell'eseguire le tradizionali pratiche religiose, inclusi rituali Vudù (juju). Forse come reazione a questi cambiamenti nel 1984 Wole Soyinka dichiarò che i Seadogs non avrebbero dovuto operare all'interno di nessun campus universitario.

### Anni novanta - Espansione al di fuori delle università
Nei primi anni 1990, mentre la fine della Seconda Repubblica si avvicinava, le attività delle confraternite si allargarono drammaticamente nella regione del Niger Delta e queste si cimentarono in una lotta sanguinaria per la supremazia. Emerse la "Family Confraternity" (o "Campus Mafia" o "Mafia" o "Maphite"), che si strutturò su esempio della Mafia italiana. Subito dopo il loro arrivo, molti studenti vennero espulsi dalla Abia State University per aver copiato e per attività di "cultismo", un riferimento alle confraternite che eseguivano pratiche voodoo, cosa che segnò l'inizio del trasferimento delle attività delle confraternite al di fuori dei campus universitari. Inoltre, il consolidamento delle attività delle confraternite al di fuori dei campus nigeriani fu accelerato dalla rinuncia in tutto il paese delle pratiche di cultismo da parte degli studenti universitari e la dissoluzione dei tradizionali cult dei campus in come risultato di un'amnistia concessa a tutti coloro che rinunciavano a pratiche di cultismo da parte del presente governo democratico. Questo portò a una migrazione degli associati ai cult dai campus verso i quartieri e strade urbane in quanto i campus non rappresentavano più un luogo di rifugio. L'incompetenza degli ufficiali governativi e l'inadeguatezza dei servizi resi disponibili ai servizi di sicurezza dei campus da parte delle autorità universitarie ha portato alla rinascita di attività di cultismo nei campus allorché i membri di cult che non potevano essere protetti dalla legge, sono ritornati all'interno dei loro gruppi per chiedere protezione dai gruppi rivali che ne avevano scoperto l'identità in seguito alla loro rinuncia di appartenenza. Questo causò una situazione dove i gruppi cult erano adesso presenti sia dentro che fuori dai campus.
La "Brotherhood of the Blood" (conosciuta anche come Two-Two (Black Beret)), un'altra confraternita famosa, venne fondata presso la Enugu State University of Science and Technology. Un altro cult, il  "Victor Charlie Boys", fu fondato da Augustine Ahiazu quando fu vicerettore della Rivers State University of Science and Technology. I cult fondati nei primi anni 1990 includono: Second Son of Satan (SSS), Night Cadet, Sonmen, Mgba Mgba Brothers, Temple of Eden, Trojan Horse, Jurists, White Bishops, Gentlemen Clubs, Fame, Executioners, Dreaded Friend of Friends, Eagle Club, Black Scorpion, Red Sea Horse, Fraternity of Friends.
La Klansmen Konfraternity allargò la sua influenza creando l'ala urbana, Deebam, per combattere e controllare il territorio al di fuori delle università attraverso la violenza ed il crimine. Come risposta, la Supreme Vikings Confraternity (SVC) stabilì il suo gruppo urbano, Deewell. Quando Dewell non fu in grado di essere alla pari con Deebam, la SVC creò una seconda ala, gli Icelanders (German), che alla fine vennero comandati dal leader miliziano Ateke Tom. Gli Outlaws, un'altra nota confraternita urbana, iniziarono la loro attività come gruppo di costola degli Icelanders (German).
Alla fine degli anni 1990s, si iniziarono a formare delle confraternite femminili. Queste includono i Black Brazier (Bra Bra), le Viqueens, le Daughters of Jezebel, e le Damsel. Le confraternite femminili hanno fornito spie per le confraternite maschili alleate ed hanno anche operato come organizzazioni dedite alla prostituzione.

#### Gli omicidi della Obafemi Awolowo University
Il 10 luglio, 1999, una delle aggressioni più clamorose accadde presso la Obafemi Awolowo University (OAU). La OAU era considerata una delle più sicure università del paese, in parte grazie alla resistenza organizzata dagli studenti contro le confraternite. Dopo che un membro di un cult fu ucciso a colpi di arma da fuoco durante un tentato rapimento nel 1991, sembrava che le confraternite avessero deciso di stare alla larga dall'università. Nel febbraio del 1999, leader studenteschi organizzarono una ricerca all'interno di tutto il campus, che condusse all'identificazione di otto membri di cult segreti che stavano immagazziando mitragliatrici ed altre armi nei loro dormitori. Questo fece infuriare la confraternita dei Black Axe, che mise su una squadra della morte che fece a pezzi ed uccise nel suo letto il segretario generale del sindacato studentesco e prese di mira altri leader.
In un'assemblea studentesca convocata il giorno dopo, il presidente del sindacato studenti, che era riuscito a scappare dai suoi assassini saltando da una finestra, chiese le dimissioni del vicerettore Wole Omole, che era accusato di ostruire gli sforzi per combattere le confraternite, come quando si rifiutò di espellere gli otto membri di cult che erano stati scoperti ammassare armi. Fu offerta una taglia di 10 000 naira (US$100) per la sua cattura ed un gruppo di "vigilante" rapì la moglie di Omole per garantirne la resa. Gli studenti organizzarono inoltre checkpoint e perquisirono i membri dei cult ancora presenti nel campus, arrestando i sospetti. In un caso, gli studenti, preoccupati dal lassismo della polizia, irruppero in una stazione della polizia per ricatturare un sospetto che avevano precedentemente consegnato.
Il ministro all'Istruzione Nigeriano Tunde Adeniran licenziò in seguito Omole e ordinò che gli amministratori delle università eradicassero le confraternite dai loro campus entro il settembre 1999. Come risposta, centinaia di membri di cult rinunciarono pubblicamente alla loro confraternita e la violenza associata alle confraternite ed ai cult diminuì per un certo periodo.

### Anni 2000
Durante le prime settimane dell'anno accademico, gli ex studenti e i membri delle confraternite invadono i campus reclutando nuovi membri. Le cerimonie di iniziazione comprendono normalmente delle pesanti percosse, di modo che possa essere testata la resistenza dei nuovi membri, così come l'ingestione di un liquido miscelato a sangue. Ai maschi sottoposti all'iniziazione può a volte essere richiesto di essere sottoposti a un'ulteriore prova prima di diventare membri completi, fra cui la violenza carnale contro una studentessa popolare o contro un membro femminile dello staff universitario. Tra le confraternite femminili delle Jezebels o Amazons, può essere richiesto ai membri potenziali di essere sottoposte a un rapporto sessuale violento per sei volte di seguito o di combattere contro un gruppo di donne o un uomo di gran lunga più forte di loro. I Cult chiedono anche quote di iscrizione annuali tra i 10 000 (US$80) e 30 000 naira.
La normale attività criminale dei cult include l'intimidazione di professori per l'ottenimento di voti alti, incluso l'incendio della loro macchina o il rapimento per breve periodo dei loro figli. A partire dagli anni ottanta, le confraternite hanno ucciso persone sospettate di aver "rubato" la ragazza di un altro membro, o "il proprio uomo" nel caso di gruppi femminili. I gruppi femminili hanno iniziato a lavorare come organizzazioni dedite alla prostituzione relativamente presto. La maggior parte delle confraternite, nel 2005, erano coinvolte in una varietà di attività criminali redditizie, che vanno dalla rapina a mano armata al sequestro di persona. I membri dei cult possono anche ricevere denaro da figure politiche, che intendono intimidire i loro oppositori. Non è chiaro quale sia il numero di morti causato dalle attività delle confraternite. Una stima del 2002 è che 250 persone siano state uccise in omicidi commessi nei campus nella decade precedente. Il gruppo lobbista "Exam Ethics Project" ha stimato che 115 persone tra studenti ed insegnanti siano state uccise tra il 1993 ed il 2003. Tuttavia queste cifre sono insignificanti quando paragonate alle recenti attività di cult a Benin city, la capitale dello Stato di Edo, nel 2008 e il 2009, con oltre 40 morti al mese ricollegate ad attività dei cult.
Nella regione del Niger Delta, le confraternite sono coinvolte nel conflitto per il delta ricco di petrolio. Molti dei cult dei campus sono accusati di aver sequestrato lavoratori petroliferi stranieri in cambio di riscatto, mentre molti dei gruppi militanti, come il "Movement for the Emancipation of the Niger Delta" (MEND), utilizzano membri di confraternite come combattenti; Soboma George, capo della confraternita urbana "The Outlaws", è anche un comandante MEND.
I cult presenti nel campus offrono anche opportunità ai loro membri dopo la laurea. Siccome le confraternite hanno contatti estesi con figure politiche o militari, essi offrono opportunità legate alla loro eccellente rete di ex studenti. La Supreme Vikings Confraternity, per esempio, dichiara con orgoglio che dodici membri della "Rivers State House of Assembly" sono membri di cult.